# تامپسون (آلاباما)
تامپسون (به انگلیسی: Thompson) یک منطقهٔ مسکونی در ایالات متحده آمریکا است که در آلاباما واقع شده‌است. تامپسون ۸۵٫۹۵ متر بالاتر از سطح دریا واقع شده‌است.